# Predsednik vlade
Predsednik vlade, tudi ministrski predsednik ali premier [premjé], je vodja vlade. V državah, kjer sta funkciji predsednika vlade in predsednika države ločeni, je po navadi predsednik vlade najbolj vpliven politik v državi, saj ima največ pooblastil in pristojnosti. Določene izjeme so na primer Francija in Združene države Amerike, kjer ima predsednik republike večjo moč. Nekatere države imajo za ta položaj svoja posebna imena: nemški naziv za predsednika vlade je kancler (Kanzler), irski pa taoiseach.
V Sloveniji sta v uporabi izraza »predsednik vlade« in »premier«. Trenutni predsednik Vlade Republike Slovenije je Robert Golob.